# Сен Жан сир Ришеље (Квебек)
Сен Жан сир Ришелје (фр. Saint-Jean-sur-Richelieu) је град у Канади у покрајини Квебек. Према резултатима пописа 2011. у граду је живело 92.394 становника.

## Географија

### Клима
| Клима (Сен Жан сир Ришеље)  | Клима (Сен Жан сир Ришеље) | Клима (Сен Жан сир Ришеље) | Клима (Сен Жан сир Ришеље) | Клима (Сен Жан сир Ришеље) | Клима (Сен Жан сир Ришеље) | Клима (Сен Жан сир Ришеље) | Клима (Сен Жан сир Ришеље) | Клима (Сен Жан сир Ришеље) | Клима (Сен Жан сир Ришеље) | Клима (Сен Жан сир Ришеље) | Клима (Сен Жан сир Ришеље) | Клима (Сен Жан сир Ришеље) | Клима (Сен Жан сир Ришеље) |
| Показатељ \ Месец           | .Јан.                      | .Феб.                      | .Мар.                      | .Апр.                      | .Мај.                      | .Јун.                      | .Јул.                      | .Авг.                      | .Сеп.                      | .Окт.                      | .Нов.                      | .Дец.                      | .Год.                      |
| --------------------------- | -------------------------- | -------------------------- | -------------------------- | -------------------------- | -------------------------- | -------------------------- | -------------------------- | -------------------------- | -------------------------- | -------------------------- | -------------------------- | -------------------------- | -------------------------- |
| Апсолутни максимум, °C (°F) | 15,5 (59,9)                | 15,5 (59,9)                | 23,3 (73,9)                | 29,0 (84,2)                | 32,2 (90)                  | 34,5 (94,1)                | 34,0 (93,2)                | 34,5 (94,1)                | 32,0 (89,6)                | 28,0 (82,4)                | 21,1 (70)                  | 17,0 (62,6)                | 34,5 (94,1)                |
| Средњи максимум, °C (°F)    | −5,1 (22,8)                | −3,6 (25,5)                | 2,3 (36,1)                 | 10,7 (51,3)                | 18,8 (65,8)                | 23,8 (74,8)                | 26,2 (79,2)                | 24,9 (76,8)                | 19,7 (67,5)                | 12,6 (54,7)                | 5,2 (41,4)                 | −1,7 (28,9)                | 11,2 (52,2)                |
| Просек, °C (°F)             | −9,8 (14,4)                | −8,4 (16,9)                | −2,2 (28)                  | 5,8 (42,4)                 | 13,2 (55,8)                | 18,3 (64,9)                | 20,8 (69,4)                | 19,6 (67,3)                | 14,7 (58,5)                | 8,3 (46,9)                 | 1,6 (34,9)                 | −5,9 (21,4)                | 6,3 (43,3)                 |
| Средњи минимум, °C (°F)     | −14,5 (5,9)                | −13,2 (8,2)                | −6,8 (19,8)                | 0,9 (33,6)                 | 7,5 (45,5)                 | 12,7 (54,9)                | 15,4 (59,7)                | 14,3 (57,7)                | 9,7 (49,5)                 | 3,9 (39)                   | −2 (28)                    | −10,1 (13,8)               | 1,5 (34,7)                 |
| Апсолутни минимум, °C (°F)  | −39 (−38)                  | −40 (−40)                  | −33 (−27)                  | −14,5 (5,9)                | −4,4 (24,1)                | 0,5 (32,9)                 | 2,5 (36,5)                 | 2,0 (35,6)                 | −4,5 (23,9)                | −7 (19)                    | −21,1 (−6)                 | −32,5 (−26,5)              | −40 (−40)                  |
| Количина падавина, mm (in)  | 82,2 (32,36)               | 67,6 (26,61)               | 80,2 (31,57)               | 88,4 (34,8)                | 92,4 (36,38)               | 91,5 (36,02)               | 110,2 (43,39)              | 102,5 (40,35)              | 100,5 (39,57)              | 91,7 (36,1)                | 99,6 (39,21)               | 82,4 (32,44)               | 1.094,3 (430,83)           |
| [ тражи се извор ]          |                            |                            |                            |                            |                            |                            |                            |                            |                            |                            |                            |                            |                            |

## Становништво
Према резултатима пописа становништва из 2011. у граду је живело 92.394 становника, што је за 5,6% више у односу на попис из 2006. када је регистровано 87.492 житеља.
| 2006.  | 2011.  |
| ------ | ------ |
| 87.492 | 92.394 |